# Жіноча фігура
Форма жіночого тіла (англ. Female body shape) або жіноча фігура (англ. female figure) — сукупний продукт жіночої скелетної структури і кількості, розподілу та якості м'язів і жиру в тілі. Як і з більшістю фізичних рис, існує широкий спектр нормальних форм жіночого тіла.

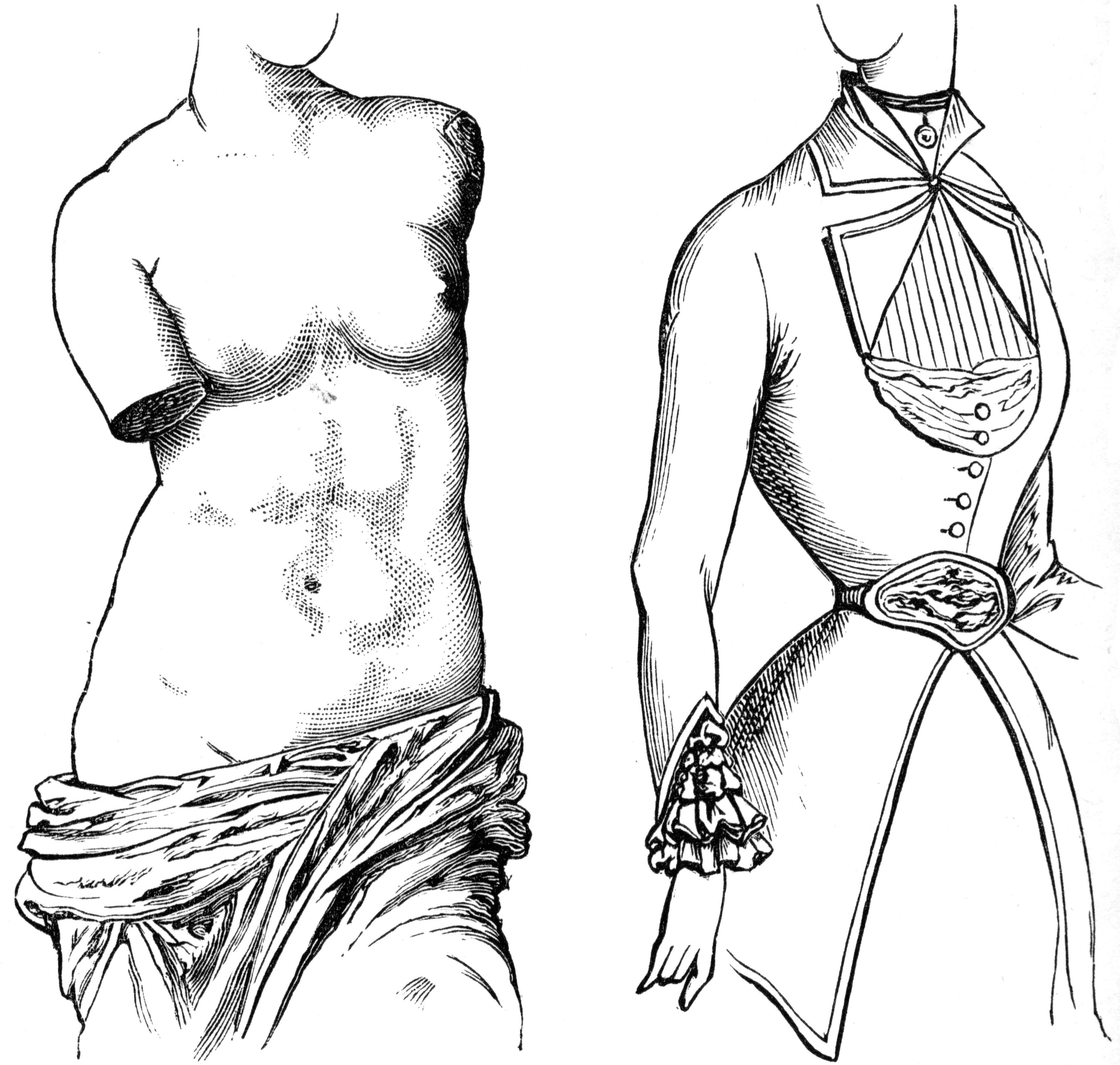
Антична фігура та європейська мода, 1880 рік

Жіноча фігура, як правило, вужча в талії порівняно з грудною кліткою і стегнами. Груди, талію та стегна називають точками перегину, і коефіцієнти їх окружностей використовують для визначення основних параметрів фігури.
Культури століттями фокусувались на жіночому тілі як джерелі естетичного задоволення, сексуального потягу, фертильності та репродукції, об'єктивуючи його сексуально і соціально. Детально дебатувалася «ідеальна» фігура, причому культури та епохи часто висували взаємовиключні критерії.

## Фактори
Естрогени, основні жіночі статеві гормони, що виробляються яєчниками, чинять сильний фемінізуючий вплив на організм і стимулюють формування жіночої фігури. Вони виробляються у обох статей, але у жінок значно більше, ніж у чоловіків, особливо в репродуктивному віці. Тестостерон, якого в організмі дорослої жінки виробляється в 10 разів менше, ніж у чоловічому (проте жінки є і чутливішими до цього гормону), чинить зворотній вплив. Гормони щитоподібної залози також регулюють швидкість метаболізму, контролюючи, як швидко організм використовує енергію і наскільки він чутливий до інших гормонів.
| Високі рівні естрогенів                   | Низький рівень тестостерону (функції гормону)                     | Інші фактори                      | Результуючі характеристики жіночої фігури |
| ----------------------------------------- | ----------------------------------------------------------------- | --------------------------------- | --- |
| Розвиток молочних залоз (телархе)         | Гальмування розвитку грудей                                       |                                   | Розвинені молочні залози |
| Збільшення запасів жиру                   | Сприяє швидкому обміну речовин                                    | Рівень активності, харчові звички | Жіноче тіло накопичує більше жиру, ніж чоловіче. Більше підшкірного жиру на обличчі. Рекомендації щодо відсотка жиру в організмі є вищими для жінок, оскільки він може служити резервом енергії для вагітності. |
| Зменшення м'язової маси                   | Збільшення та підтримка м'язової маси під час фізичної активності | Рівень активності, харчові звички | Менша м'язова маса, ніж у чоловічому тілі, особливо грудних, біцепсів, трицепсів рук і чотириголових м'язів |
| Розподіл жирової тканини за жіночим типом | Розподіл жирової тканини за жіночим типом                         | Рівень активності, харчові звички | Накопичення жиру на сідницях та стегнах, але зазвичай не на талії |

## Розвиток
Жіноча фігура природньо змінюється протягом життя, залежно від рівнів гормонів, активності, харчових звичок та інших факторів.

### Пубертат

Шкала Теннера для дівчаток

Серед інших функцій естрогени сприяють розвитку жіночих вторинних статевих ознак, таких як молочні залози та стегна, що визрівають у дівчаток в пубертаті, формуючи жіночу фігуру до статевої зрілості.

### Вагітність та пологи
Під час вагітності рівень естрогенів значно підвищується, запускаючи ряд змін, серед яких збільшення грудей, в основному через гіпертрофію молочних залоз у відповідь на пролактин. Соски також можуть помітно збільшуватися. Ці зміни можуть тривати під час годування груддю. Після вагітності груди зазвичай повертаються до попереднього розміру, хоча може зростати мастоптоз.

### Менопауза

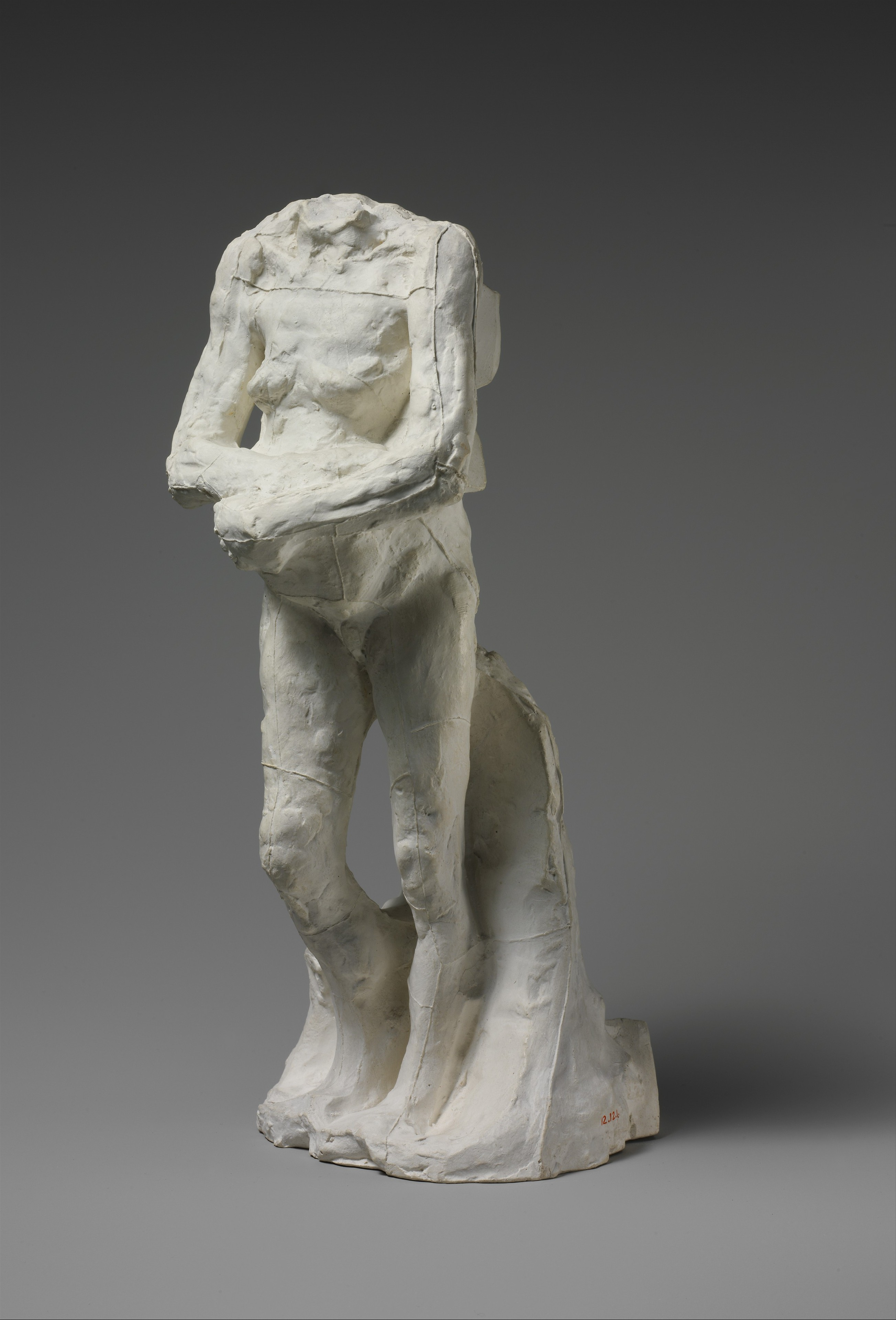
Старша жінка стоїть зі схрещеними руками, скульптура Родена

З настанням менопаузи рівень естрогену в жіночому організмі починає падати, що спричиняє комплексні зміни в організмі. Шкіра втрачає пружність, груди обвисають та можуть зменшуватися. Жир мігрує з сідниць і стегон до талії, а пізніше відкладається на животі. Кістки стають крихкими, зростає ризик остеопорозу та переломів, особливо перелому шийки стегна.

## Класифікації та норми

Популярна класифікація форм жіночого тіла: «банан», «яблуко», «груша», «пісочний годинник».

Незалежно від відсотку вмісту жиру, ваги або ширинних окружностей, у деяких західних культурах класифікують типи жировідкладення у чотири геометричні фігури. При цьому слід враховувати дуже широкий діапазон реальних розмірів у межах кожної форми:
Банан ([]): талія, стегна і груди свіввідносяться в межах 9 дюймів. Жир розподіляється переважно в живіт, сідниці, груди і обличчя.
Яблуко (V): плечі ширші за стегна, тонкі ноги/стегна, живіт і груди більші порівняно з рештою тіла. Жир розподіляється головним чином у живіт, груди та обличчя.
Груша, ложка, дзвін (/\): Із збільшенням відсотка жиру в організмі він розподіляється навколо талії і у верхній частині живота.
Пісочний годинник (X): стегна та груди майже однакового розміру, талія вузька. Розподіл жиру, як правило, навколо верхньої і нижньої частин тіла.